# Матрос (автопортрет Татлина)
«Матро́с (Автопортре́т)» — одна из самых известных ранних авангардных картин Владимира Татлина 1911 года, написанных под влиянием близости к Михаилу Ларионову. В картине также явно прослеживается влияние русской иконописи.

## История
Автопортрет «Матрос» написан Владимиром Татлиным в год переезда в Москву после окончания Пензенского художественного училища и после двух-трёхлетнего знакомства и близости с Михаилом Ларионовым. В картине прослеживается влияние не только живописи Ларионова, но и русской иконописи. В частности, использован один из принципов построения русских икон: квадратный формат картины сочетается с кругом, образованным основными линиями композиции.
В течение лета 1911 года Татлин в качестве матроса дважды совершил рейсы из Одессы по Чёрному и Средиземному морям; второй рейс был до Каира. Эти впечатления несомненно легли в основу картины.
В этот же год Татлин познакомился с поэтами группы «Гилея» — Велимиром Хлебниковым, Алексеем Кручёных и другими. Знакомство с Хлебниковым, одно из важнейших событий в жизни Татлина, вряд ли имело какое-то влияние на написание «Матроса», но влияло на последующее творчество художника.